# Monty Python và cái Chén Thánh
Monty Python và cái chén thánh là một bộ phim hài năm 1975 của Anh được viết và trình diễn bởi nhóm hài Monty Python (Graham Chapman, John Cleese, Terry Gilliam, Eric Idle, Terry Jones và Michael Palin), do Gilliam và Jones đạo diễn. Bộ phim được phát hành khá thành công.

## Nội dung
Arthur - Vua nước Anh đi tìm các hiệp sĩ để tham gia Hội nghị Bàn Tròn do Vua chủ trì tại Camelot. Ông tìm được nhiều hiệp sĩ như Hiệp sĩ Galahad Thuần Khiết, Hiệp sĩ Lancelot Dũng Cảm, Hiệp sĩ Bedevere Ít Nói, và Hiệp sĩ Robin Không hoàn toàn dũng cảm như Hiệp sĩ Lancelot. Qua vài cảnh châm biếm các sự kiện lịch sử (như các phiên tòa xử phù thủy, dịch bệnh hoành hành, đói kém...) họ tới Camelot, nhưng cuối cùng lại quyết định không vô thành. Khi bỏ đi, họ được Đức Chúa trời hiện ra và lệnh cho họ đi tìm Cái Chén Thánh, và họ bắt đầu lên đường đi tìm...

## Đánh giá
Năm 2000, độc giả của tạp chí Total Film bình chọn Monty Python và cái chén thánh là một trong 5 bộ phim hài hay nhất mọi thời đại.